# Карсібур (Валецький повіт)
Карсібур (пол. Karsibór, нім. Keßburg) — село в Польщі, у гміні Валч Валецького повіту Західнопоморського воєводства. Населення — 889 осіб (2011).
У 1975—1998 роках село належало до Пільського воєводства.

## Демографія
Демографічна структура станом на 31 березня 2011 року:
|          | Загалом | Допрацездатний вік | Працездатний вік | Постпрацездатний вік |
| -------- | ------- | ------------------ | ---------------- | -------------------- |
| Чоловіки | 447     | 93                 | 325              | 29                   |
| Жінки    | 442     | 78                 | 288              | 76                   |
| Разом    | 889     | 171                | 613              | 105                  |